# Piper arboreum
Espèce
Synonymes
- Artanthe geniculata (Sw.) Miq.
- Artanthe lessertiana Miq.
- Artanthe luschnathiana (Kunth) Miq.
- Artanthe macrophylla (Sw.) Griseb.
- Artanthe staminea Miq.
- Artanthe verrucosa Griseb.
- Artanthe xestophylla Miq.
- Artanthe xylopioides (Kunth) Miq.
- Piper arboreum fo. geniculatum (Sw.) Fawc. & Rendl.
- Piper arboreum subsp. stamineum (Miq.) Borhidi
- Piper arboreum var. falcifolium (Trel.) Yunck.
- Piper arboreum var. stamineum (Miq.) Yunck.
- Piper barriosense Trel. & Standl.
- Piper brittonorum Trel.
- Piper corozalanum Trel.
- Piper crassicaule Trel.
- Piper falcifolium Trel.
- Piper geniculatum Sw.
- Piper geniculatum var. rigidum C. DC.
- Piper laevibracteum Trel.
- Piper luschnathianum Kunth
- Piper macrophyllum Kunth
- Piper macrophyllum Sw.
- Piper nitidum Sw.
- Piper nodulosum Link
- Piper obumbratifolium Trel.
- Piper perinaequilongum Trel.
- Piper rigidum C. DC.
- Piper rigidum var. verdeanum C. DC.
- Piper secundum Ruiz & Pav.
- Piper secundum Poepp. ex Kunth
- Piper stamineum (Miq.) C. DC.
- Piper subnudispicum Trel.
- Piper subpuberulum Trel.
- Piper tuberculatum var. allenii Trel.
- Piper verrucosum Sw.
- Piper xylopioides Kunth
- Piper yaranum Trel.
- Steffensia geniculata (Sw.) Kunth
- Steffensia luschnathiana Kunth
- Steffensia nitida (Sw.) Kunth
- Steffensia verrucosa (Sw.) Kunth
- Steffensia xylopioides Kunth[2]

Piper arboreum est une espèce de plantes à fleurs de la famille des Piperaceae. C'est un arbrisseau néotropical décrit par Aublet en 1775. 
Il est connu au Pérou sous les noms de Mocco Mocco, Matico (espagnol).

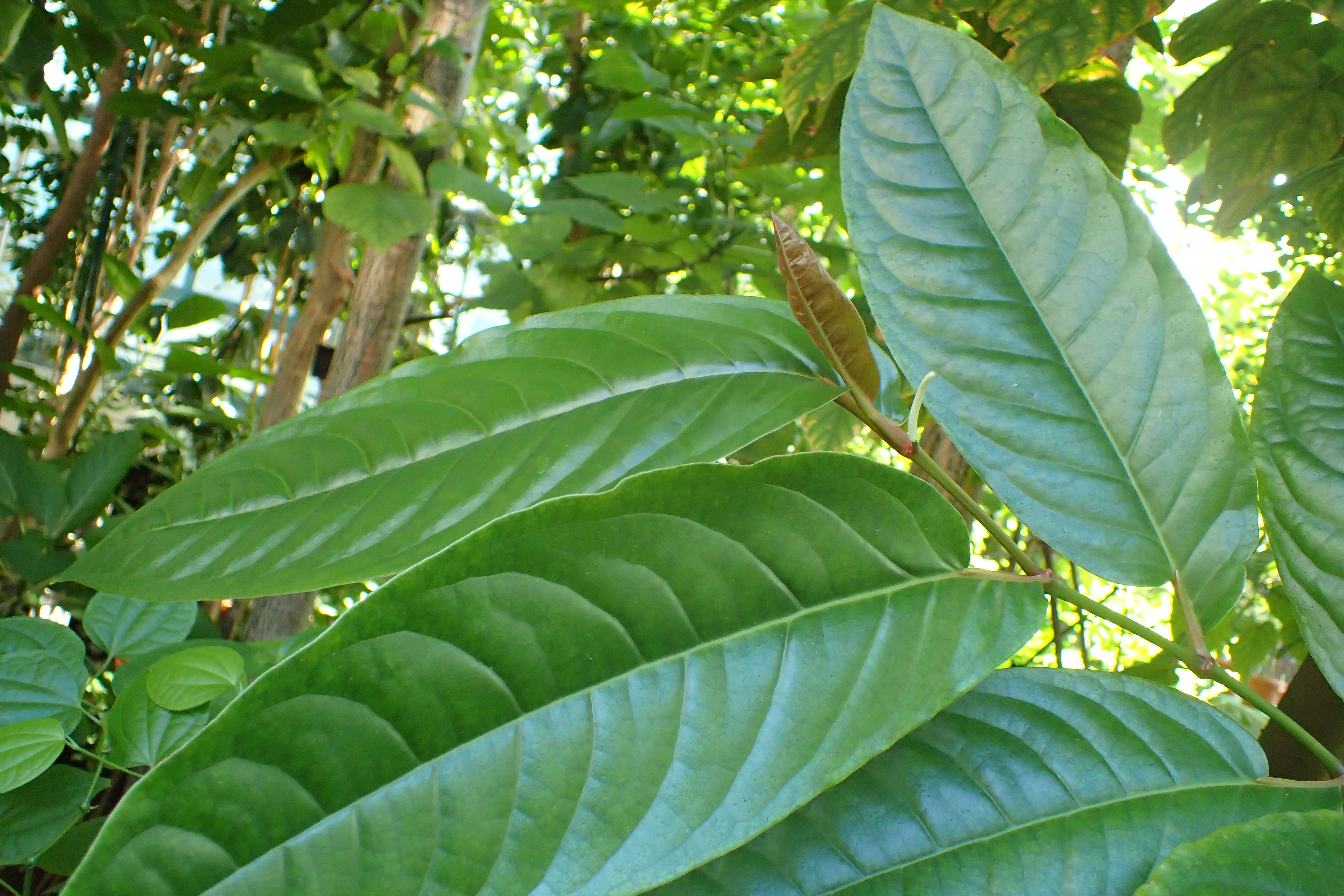
Rameau feuillé de Piper arboreum (cultivé au jardin botanique de Cracovie).
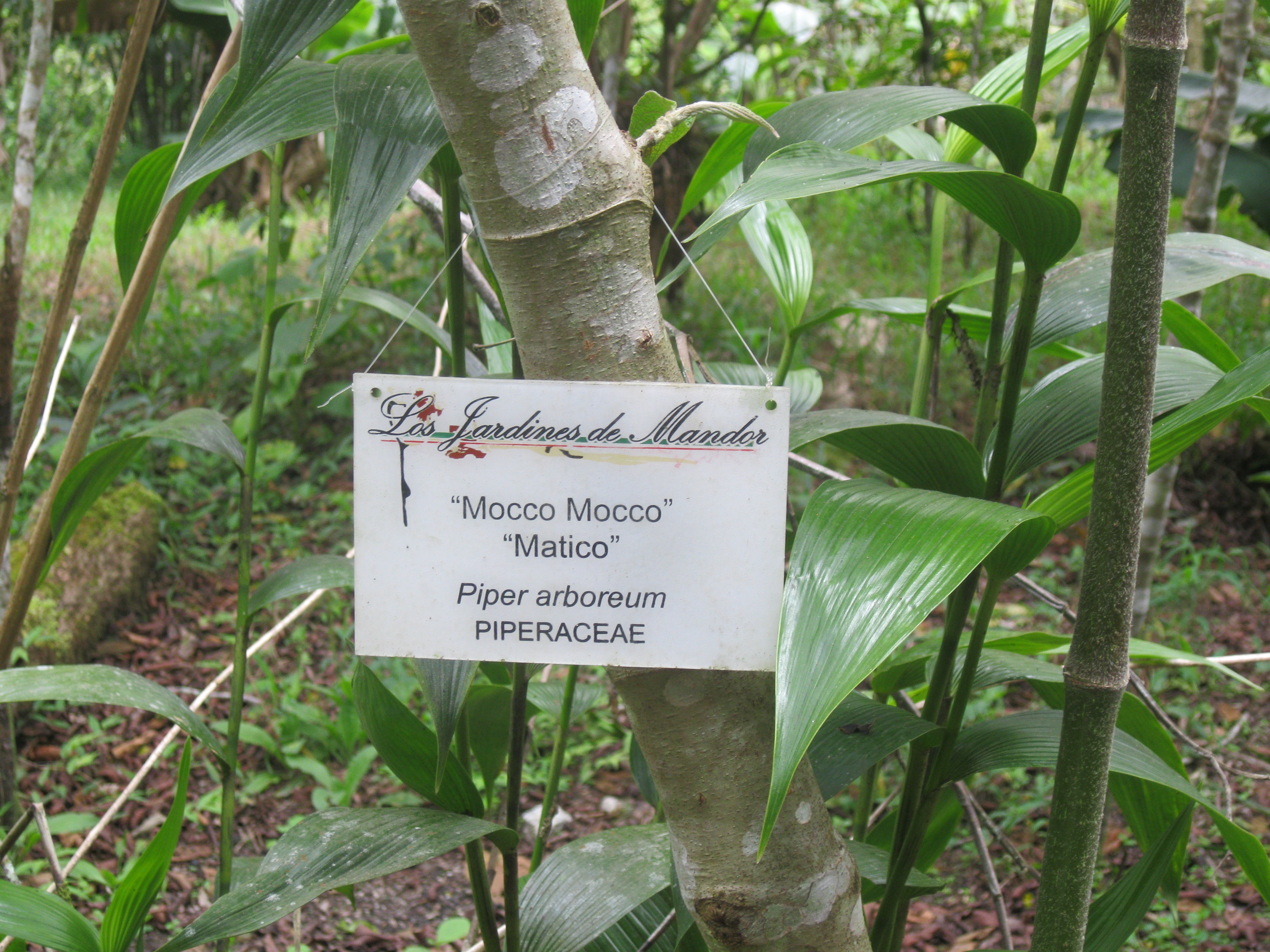
Tige de Piper arboreum à "los jardines de Mandor" (Pérou).
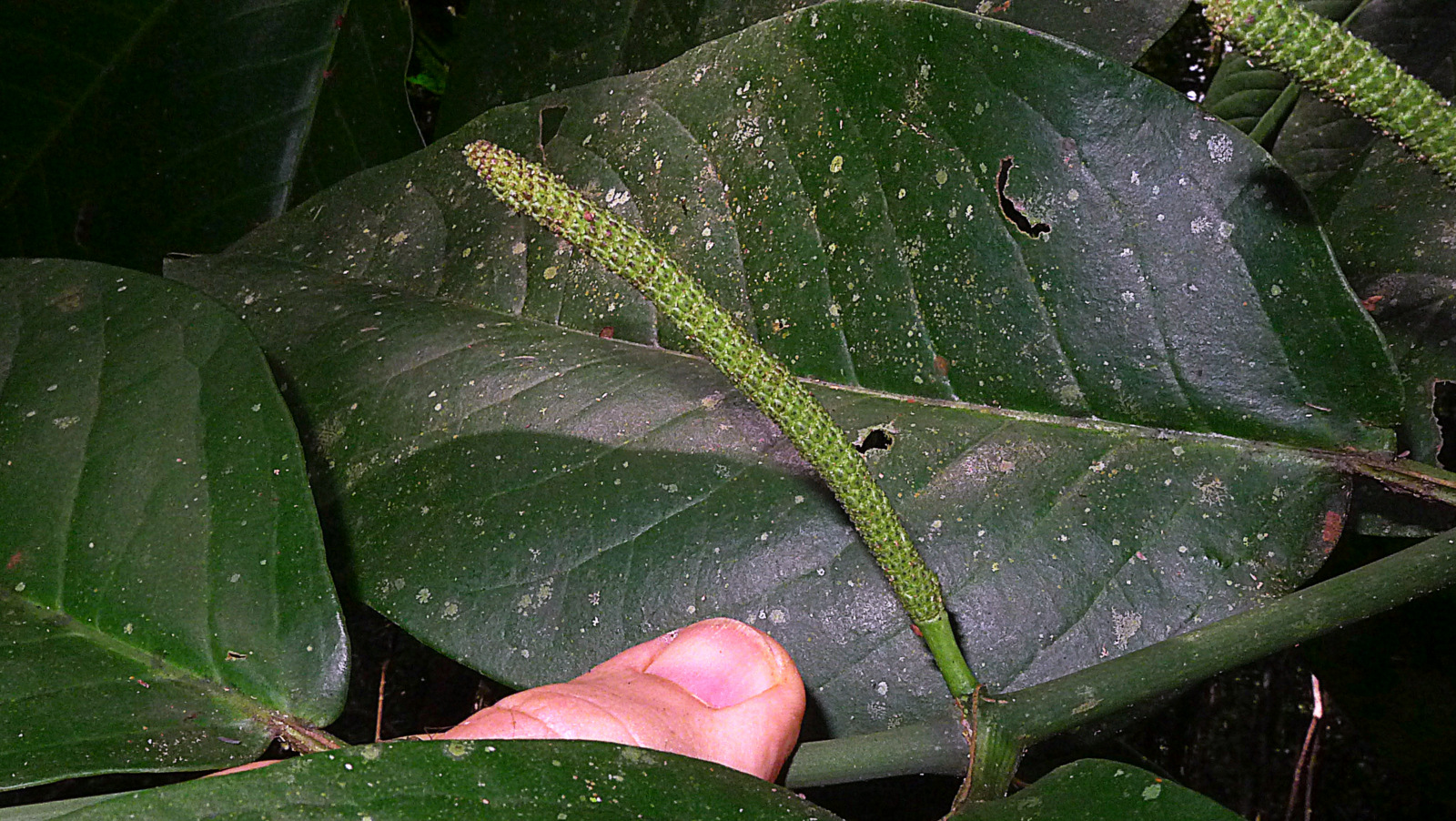
Infrutescence de Piper arboreum dans l'État de Bahia (Brésil).
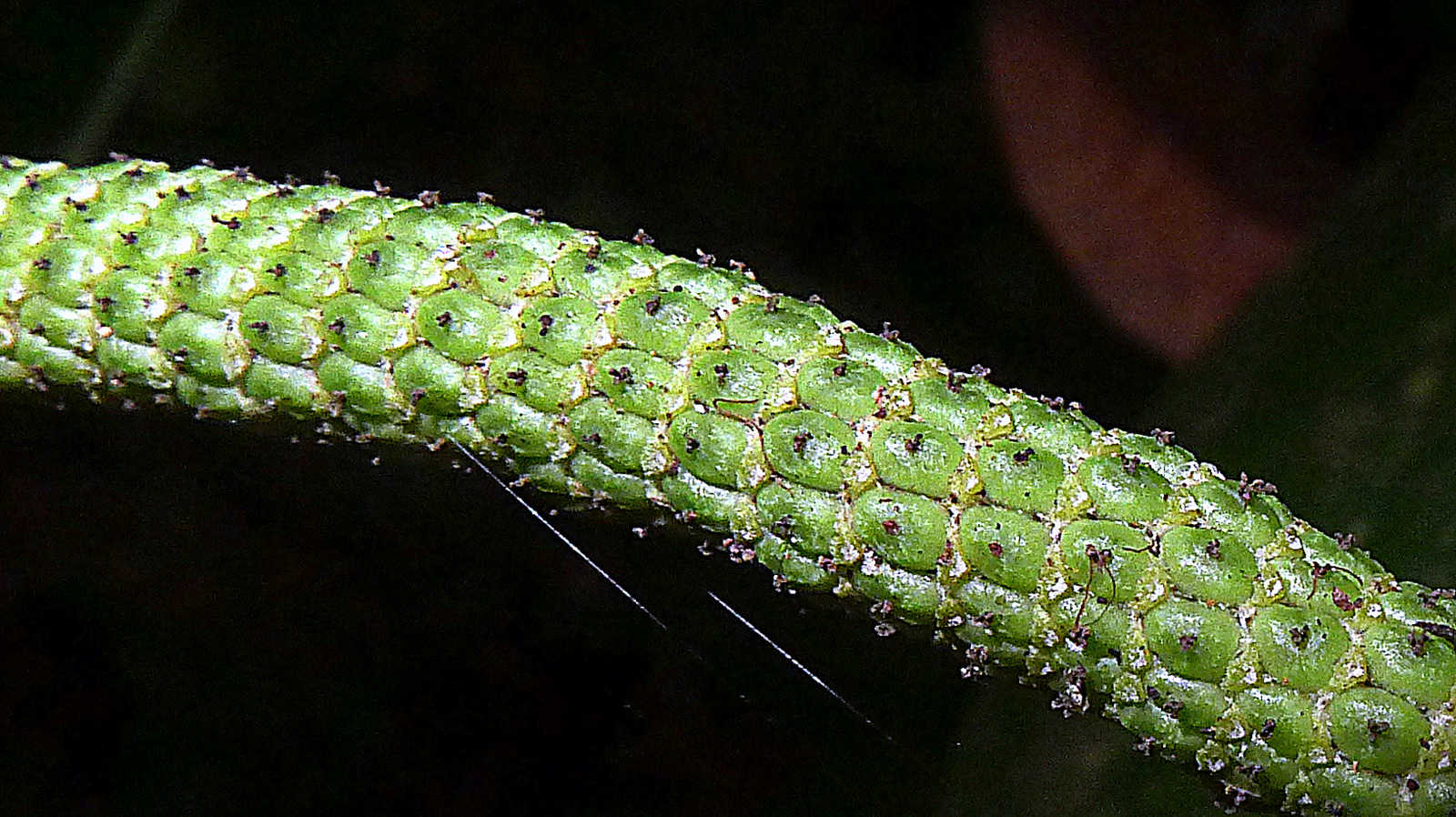
Infrutescence de Piper arboreum (détail).